# Marcel Camus
Pour les articles homonymes, voir Camus.
Marcel Camus est un réalisateur français, né le 21 avril 1912 à Chappes (Ardennes), et mort le 13 janvier 1982 à Paris. Il est surtout connu pour son film Orfeu Negro, succès mondial, palme d'or du Festival de Cannes 1959 et oscar du meilleur film étranger l'année suivante.

## Biographie
Fils d'un instituteur, Marcel Camus étudie aux Beaux-Arts et devient professeur de dessin, dans les Ardennes. Au cours de la Seconde Guerre mondiale, il est interné dans un camp de prisonniers en Allemagne. Il découvre le théâtre, montant ses premiers spectacles avec d'autres détenus ; il s'y exerce comme décorateur, acteur et metteur en scène. À son retour de captivité, son oncle Roland Dorgelès le présente à plusieurs cinéastes. Il devient alors assistant ou conseiller technique auprès de Luis Buñuel, Alexandre Astruc, André Barsacq, Daniel Gélin et Jacques Becker.
Il réalise son premier long métrage en 1957, adaptant le roman de Jean Hougron Mort en fraude : ce film, qui met en cause la politique française en Indochine sans sombrer dans la passion ou la propagande, est interdit par la censure dans les territoires d'outre-mer.
En 1958, sur une proposition du producteur Sacha Gordine, il se rend au Brésil pour adapter à l'écran, avec l'aide de Jacques Viot, une pièce de théâtre de Vinícius de Moraes, Orfeu da Conceição, qui devient Orfeu Negro. C'est la transposition dans les favelas de Rio de Janeiro et durant le Carnaval de cette ville, des amours d'Orphée et d'Eurydice. Le film séduit à la fois le grand public et une bonne partie de la critique. L’œuvre est un succès mondial, et reçoit plusieurs récompenses dont la palme d'or au Festival de Cannes 1959, et l'oscar du meilleur film étranger en 1960. Elle fait découvrir Rio, le Carnaval et la bossa nova aux Européens et aux Américains, avec des acteurs noirs, inconnus, et un regard tendre sur le Brésil,. Marpessa Dawn, interprète dans le film du rôle d'Eurydice, devient l'épouse du réalisateur.
Sur une célèbre photo des cinéastes de la Nouvelle Vague, prise sur les marches du palais des Festivals à Cannes, en cette année 1959, Marcel Camus figure auprès de François Truffaut, François Reichenbach, Claude Chabrol, Jacques Doniol-Valcroze, Jean-Luc Godard, Roger Vadim, Jean-Daniel Pollet, Jacques Rozier, Jacques Baratier, Jean Valère, Édouard Molinaro et Robert Hossein.
Divorcé peu de temps après, il se remarie avec une autre actrice du film Orfeu Negro, Lourdès de Oliveira,. Ses réalisations postérieures ont moins de succès. Os Bandeirantes en 1960, réalisé également au Brésil, et L'Oiseau de paradis en 1962, tourné au Cambodge, semblent exploiter la veine de l'exotisme, et n'ont pas le même accueil, même s'ils restent fidèles aux valeurs humanistes de Marcel Camus. De même que Le Chant du monde en 1965, sur le thème de Jean Giono, avec Charles Vanel et Catherine Deneuve.
Les films suivants s'inscrivent dans une approche plus commerciale : Vivre la nuit en 1967, Un été sauvage en 1969 et Le Mur de l'Atlantique en 1970, dernier film de Bourvil, utilisant un thème proche du film de Gérard Oury, La Grande Vadrouille. Dans les années 1970, Marcel Camus réalise des feuilletons pour la télévision française, notamment La Porteuse de pain, Molière pour rire et pour pleurer, Les Faucheurs de marguerites, Voltaire ou ce diable d'homme.  
En 1976, il revient à ce pays qui le fascine et celui de son épouse, le Brésil, pour réaliser Otalia de Bahia, adapté du roman de Jorge Amado, Os pastores da noite (Les Pâtres de la nuit). Son ultime réalisation, Féminin pluriel, est une adaptation de l’œuvre littéraire de Benoîte et Flora Groult,. 
Marcel Camus a eu trois fils, Christian Camus, né d'un premier mariage avec sa chef monteuse Andrée Feix, puis Jean-Christophe Camus et Romain Camus nés de son mariage avec l'actrice Lourdès de Oliveira.
À sa mort le 13 janvier 1982, il est inhumé à Paris au columbarium du Père-Lachaise (case 23 249), case désormais reprise.

## Filmographie

### Réalisateur

#### Cinéma
- 1957 : Mort en fraude
- 1959 : Orfeu Negro
- 1959 : Os Bandeirantes
- 1962 : L'Oiseau de paradis
- 1965 : Le Chant du monde
- 1967 : Vivre la nuit
- 1970 : Un été sauvage
- 1970 : Le Mur de l'Atlantique
- 1975 : Otalia de Bahia

#### Télévision
- 1973 : La Porteuse de pain — Feuilleton TV en treize épisodes (réalisateur)
- 1973 : Molière pour rire et pour pleurer - Feuilleton TV en six épisodes de 55 min (réalisateur)
- 1974 : Les Faucheurs de marguerites — Feuilleton TV en sept épisodes de 55 min (réalisateur)
- 1978 : Ce diable d'homme — Feuilleton TV en six épisodes de 52 min (réalisateur)
- 1979 : Le Roi qui vient du sud (du roman de Heinrich Mann), feuilleton télévisé réalisé avec Heinz Schirk (de)
- 1980 : Les Amours du Mal-aimé (2 x 90 min) (réalisateur)
- 1980 : Winnetou, le Mescaléro (Mein Freund Winnetou), série germano-franco-suisse (réalisateur) en 14 épisodes de 25 minutes et produite par Antenne 2.

### Assistant réalisateur
- 1946 : Il suffit d'une fois d'Andrée Feix
- 1947 : Capitaine Blomet d'Andrée Feix
- 1947 : Antoine et Antoinette de Jacques Becker
- 1949 : Rendez-vous de juillet de Jacques Becker
- 1950 : Édouard et Caroline de Jacques Becker
- 1952 : Casque d'Or de Jacques Becker
- 1952 : La Demoiselle et son revenant de Marc Allégret
- 1952 : Le Rideau rouge d'André Barsacq
- 1953 : L'Ennemi public numéro un (Il Nemico pubblico numero uno) d'Henri Verneuil
- 1954 : L'Étrange Désir de monsieur Bard de Géza von Radványi
- 1954 : Sang et Lumières (Sangre y luces) de Georges Rouquier et Ricardo Muñoz Suay
- 1954 : Les Gaietés de l'escadron (Allegro squadrone) de Paolo Moffa
- 1954 : Interdit de séjour de Maurice de Canonge
- 1955 : Les Chiffonniers d'Emmaüs de Robert Darène
- 1955 : Les Mauvaises Rencontres d'Alexandre Astruc
- 1955 : Cela s'appelle l'aurore de Luis Buñuel

### Scénariste
- 1952 : Les Dents longues — Conseiller technique
- 1957 : Mort en fraude
- 1959 : Orfeu Negro
- 1965 : Le Chant du monde
- 1970 : Le Mur de l'Atlantique

### Acteur
- 1959 : Orfeu Negro : Ernesto

### Participation à des documentaires
- 1962 : Cinépanorama, épisode du 3 février 1962, documentaire de télévision[11]
- 1974 : L'Histoire du cinéma français par ceux qui l'ont fait, documentaire de télévision

## Distinctions
- Festival de Cannes 1959 : palme d'or pour Orfeu Negro.
- Oscar du cinéma 1960 : oscar du meilleur film en langue étrangère pour Orfeu Negro.